# Veselin Vujović
Veselin Vujović (ur. 18 stycznia 1961 w Cetynii) – czarnogórski piłkarz ręczny. W barwach Jugosławii dwukrotny medalista olimpijski.
Mierzący 197 cm wzrostu zawodnik był mistrzem olimpijskim w Los Angeles w 1984 (Jugosławia była jednym z państw komunistycznych, które wzięły udział w olimpiadzie) oraz w brązowym medalistą igrzysk w Seulu. W 1986 znajdował się w gronie mistrzów świata, w 1982 sięgnął po srebro światowego czempionatu. W 1996, w barwach Federalnej Republiki Jugosławii, sięgnął po brąz mistrzostw Europy.
W karierze klubowej najdłużej związany był z Metaloplastiką Šabac. Sięgnął z tym zespołem po siedem tytułów mistrza kraju, dwukrotnie – w 1985 i 1986 – zwyciężał w Pucharze Mistrzów Krajowych (poprzednik Ligi Mistrzów). W latach 1988–1993 był zawodnikiem Barcelony. Zwyciężał w lidze hiszpańskiej, a w 1991 ponownie sięgnął po PEMK. 
W 1988 był laureatem pierwszej edycji nagrody na Piłkarza Ręcznego Roku IHF. W 1986 został wybrany najlepszym sportowcem Jugosławii. Pracuje jako trener, był m.in. szkoleniowcem Jugosławii na igrzyskach olimpijskich w 2000.